# Свердловская областная научная библиотека имени В. Г. Белинского
Свердло́вская областна́я универса́льная нау́чная библиоте́ка и́м. В. Г. Бели́нского — крупнейшая библиотека Свердловской области, культурный, образовательный и информационный центр. Расположена в Екатеринбурге. Открыта 26 мая (6 июня) 1899 года в 51-ю годовщину со дня смерти Виссариона Григорьевича Белинского, в честь которого и названа.
Штаб-квартира Содружества Павленковских библиотек. С 1960 года библиотека располагается в здании по адресу улица Белинского, 15. 12 июня 2003 года было торжественно открыто новое здание («Новая Белинка»), построенное рядом со старым.

## История

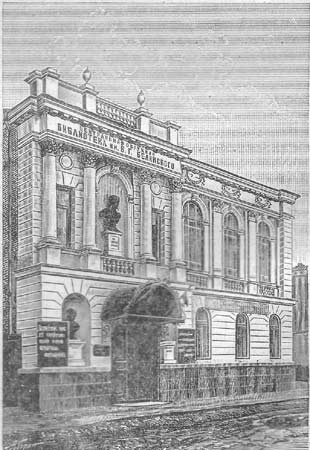
Здание библиотеки на ул. К. Либкнехта, 1933 год

Библиотека была основана как Екатеринбургская публичная общественная библиотека в 1899 году.

### Основание библиотеки
6 (19) января 1896 года в Екатеринбурге, промышленном и торговом уездном городе Пермской губернии, создано Общество любителей изящных искусств (ЕОЛИИ), одной из задач которого было создание публичной общественной библиотеки. На заседании общества 30 октября (12 ноября) 1897 года была выбрана специальная комиссия (в составе 5 человек: Владимира Наркисовича Мамина, Александры Александровны и Михаила Ивановича Догадовых, Елизаветы Николаевны Зайцевой и Алексея Никифоровича Батманова) для выработки проекта устава и определения финансовых условий деятельности библиотеки. Было подготовлено обращение к Екатеринбургской городской думе, земским учреждениям и Уральскому медицинскому обществу (УМО) с просьбой материально помочь в организации. Одновременно начался сбор пожертвований (на 14 подписных листах, которые составлялись в нотариальной конторе А. Н. Батманова). Первый книжный взнос (около 2 тысяч томов своей частной библиотеки стоимостью 1486 рублей) внесла Е. М. Кремлёва, ставшая впоследствии директором библиотеки.
Следующим шагом стало создание специального общества для учреждения библиотеки (о чём было решено 8 (21) января 1898 года на общем собрании Общества любителей изящных искусств). Под руководством управляющего Екатеринбургской конторой Государственного банка Андрея Ивановича Кожевникова 2 (15) февраля того же года в помещении Госбанка в Екатеринбурге заинтересованные екатеринбуржцы обсудили проект устава Екатеринбургской публичной общественной библиотеки имени В. Г. Белинского. В течение последующих нескольких дней проект был подписан 54 уральцами, ставшими учредителями библиотеки.
28 февраля (13 марта) подписанный устав библиотеки был отослан пермскому губернатору для передачи на утверждение министром внутренних дел. Однако министерство отклонило устав, потребовав внести целый ряд изменений, включая ограничения на деятельность читального зала (§ 5 Устава). Учредители внесли большинство изменений, ввели в состав членов правления директоров классической гимназии и двух екатеринбургских училищ, однако оставили без изменения § 5. Новый устав был утверждён, но § 5 изъят. И к 50-летию со дня смерти В. Г. Белинского открыть библиотеку не успели. Тем временем проводилась организационная работа по сбору денег для деятельности библиотеки: проводилась подписка, были проведены несколько благотворительных спектаклей, некоторые жители Екатеринбурга жертвовали в фонд книги и журналы.
Среди 54 учредителей библиотеки можно найти представителей различных сословий дореволюционной России. Так, первым подписавшимся был епископ Екатеринбургский и Ирбитский Христофор. Также среди подписавшихся: председатель ЕОЛИИ М. И. Догадов, председатель Екатеринбургского окружного суда барон Медем, управляющий Екатеринбургской конторой Госбанка А. И. Кожевников, домашние учительницы Е. Кремлёва и Е. Зайцева, нотариус А. Н. Батманов, редактор газеты «Урал» Пётр Певин, директор Сибирского торгового банка И. Маклецкий, дворяне Алексей Дрозжилов, Марья Михайловна Марчевская, Иван Альфонсович Поклевский-Козелл и Владимир Иванович Пономарёв, директор реального училища Н. Стешин, председатель Екатеринбургской земской управы Н. Клепин, брат писателя Д. Н. Мамина-Сибиряка Владимир Мамин, управляющий банкирской конторой Т-ва Печёнкина и Ко в Екатеринбурге Н. Батманов, Екатеринбургский городской голова Иван Бурдаков, директор мужской гимназии М. Фёдоров, екатеринбургские купцы А. Симонов и Илья Иванович Симанов, горный инженер А.Иванов, екатеринбургский полицмейстер М. Корнейчик-Севастьянов, председатель УМО в Екатеринбурге Н. Русских, красноуфимский мещанин Иван Сергеевич Сигов, смотритель духовного училища Е. Усольцев, управляющий Уральским горным училищем Н.Китаев и другие.
Первое правление библиотеки было выбрано на собрании учредителей 7 (20) марта 1899 года. В состав правления вошли 9 членов (А. И. Кожевников, Н. А. Клепинин, А. Н. Батманов, И. М. Беренов, Г. Г. Казанцев, Е. М. Кремлёва, П. И. Певин, В. Н. Мамин и А. А. Догадова). Также в правлении было 6 кандидатов (И. И. Симанов, Н. А. Русских, М. И. Догадов, Е. А. Олесов, А. Н. Щипанов и Н. Н. Меншиков) и 3 непременных члена (директор мужской гимназии М. П. Фёдоров, директор реального училища А. А. Степанов, смотритель духовного училища Е. А. Усольцев). В дальнейшем выборность правления просуществовала до 27 июня 1918 года, когда Екатеринбургский комиссариат народного просвещения подчинил себе библиотеку и распустил правление.

### Первый период деятельности
За 1899—1914 годы сохранились отчёты библиотеки, в которых отражена не только финансовая составляющая её деятельности, но и состав читателей (социальный, возрастной и профессиональный) и их предпочтения (популярные авторы, разделы фонда, периодические издания). По отчётам можно проследить историю формирования фонда «в лицах», так как в «Списках лиц, пожертвовавших книги в библиотеку имени В. Г. Белинского», указывались все дарители. Каждый отчёт содержал протоколы заседаний Попечительского совета библиотеки, доклад Правления и его состав, детализированный «Кассовый отчёт» и «Смету» на следующий год. С. А. Удинцевым по отчётам за первое десятилетие существования библиотеки был подготовлен «Обзор данных библиотечной статистики по Екатеринбургской библиотеке имени В. Г. Белинского за 10 лет (1901—1910 годы)». Детальные отчёты не только позволили Сергею Аристарховичу проанализировать читательские запросы екатеринбуржцев, но и сделать это «в зависимости от пережитого русским обществом бурного момента „освободительного движения“».

### Советский период деятельности
С 7 мая 1960 года библиотека располагается в трехэтажном здании по адресу улица Белинского, 15. На тот период в составе библиотеки функционировали большой лекционный зал, зал каталогов и выставок, зал техники, зал работников искусств, зал для молодежи, зал периодической литературы, ряд других специализированных залов библиографический и краеведческий отделы, музыкально-нотный и отдел и отдел иностранной литературы абонемент научной книги, межбиблиотечный абонемент. На фасаде здания можно видеть бюсты выдающихся русских и советских писателей работы уральских скульпторов. 

## Современность

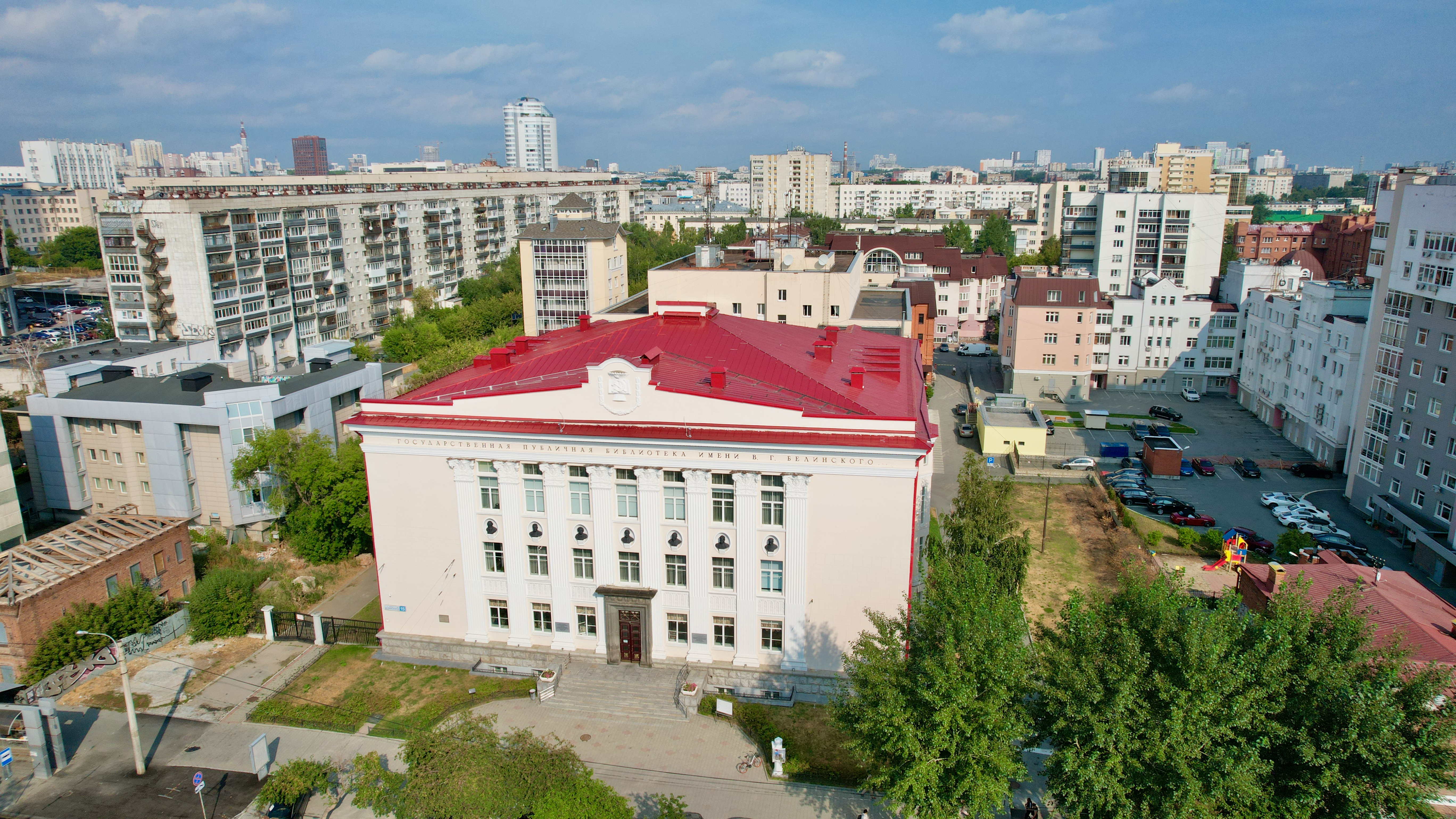
Главный фасад

Фонд библиотеки превышает 2 млн единиц. Существует фонд микрофиш, аудио− и видеокассет, CD-ROM и DVD. Ежегодно фонд библиотеки пополняется на 25 тыс. экземпляров, в том числе это свыше 1,5 тыс. названий журналов и газет. Уникальное собрание рукописных и старопечатных книг в отделе редких книг. В депозитарии хранятся плакаты и открытки. В библиотеке хранится самая большая на Урале коллекция изданий на иностранных языках.
По данным администрации библиотеки, ежегодно библиотеку посещают свыше 250 тыс. человек. Библиотека является участником российских корпоративных проектов ЛИБНЕТ и МАРС.
C 2010 года Свердловской областной универсальной научной библиотекой им В. Г. Белинского при поддержке Министерства культуры Свердловской области проводится Екатеринбургский книжный фестиваль.
В сферу внимания фестиваля попадают такие актуальные вопросы, как современные издательские программы и проекты, развитие независимых нишевых издательств, стратегии продвижения авторов, практики фестивального движения, популяризация поэзии в интерактивных формах, вопросы «женского письма» и др. Также организаторы ставят свой задачей продвижение уральских авторов, знакомство гостей фестиваля с уральской литературой и культурой уральского региона в целом. В последние годы «фестивальная география» расширилась за счёт выездных программ в крупных городах Свердловской области.
С 2013 года фестиваль проводится в октябре-ноябре на территории библиотеки, является тематическим и посвящён разным аспектам современной литературной жизни России: «Лаборатория нестандартных поэтических практик», «Форум интересных издательств», «Перепост книгосмотров страны», «Агенты литературного рынка», «Перечитывая заново», «Книжный женский», «Сезон Робинзонов».
Куратором фестивальной программы является отдел культурно-массовых коммуникаций библиотеки. Ежегодно фестиваль посещают порядка 1000 человек. Партнёрами фестиваля выступают более 30 организаций.
15 марта 2018 года был открыт Свердловский региональный центр доступа к информационным ресурсам Президентской библиотеки им. Б. Н. Ельцина.
В 2019 году к 120-летию основания библиотеки была учреждена Всероссийская литературно-критическая премия Неистовый Виссарион, которая присуждается ежегодно живущим в России авторам за значительные достижения и творческую активность в области критики, обращённой к современной русскоязычной литературе XXI века.

Интерьеры
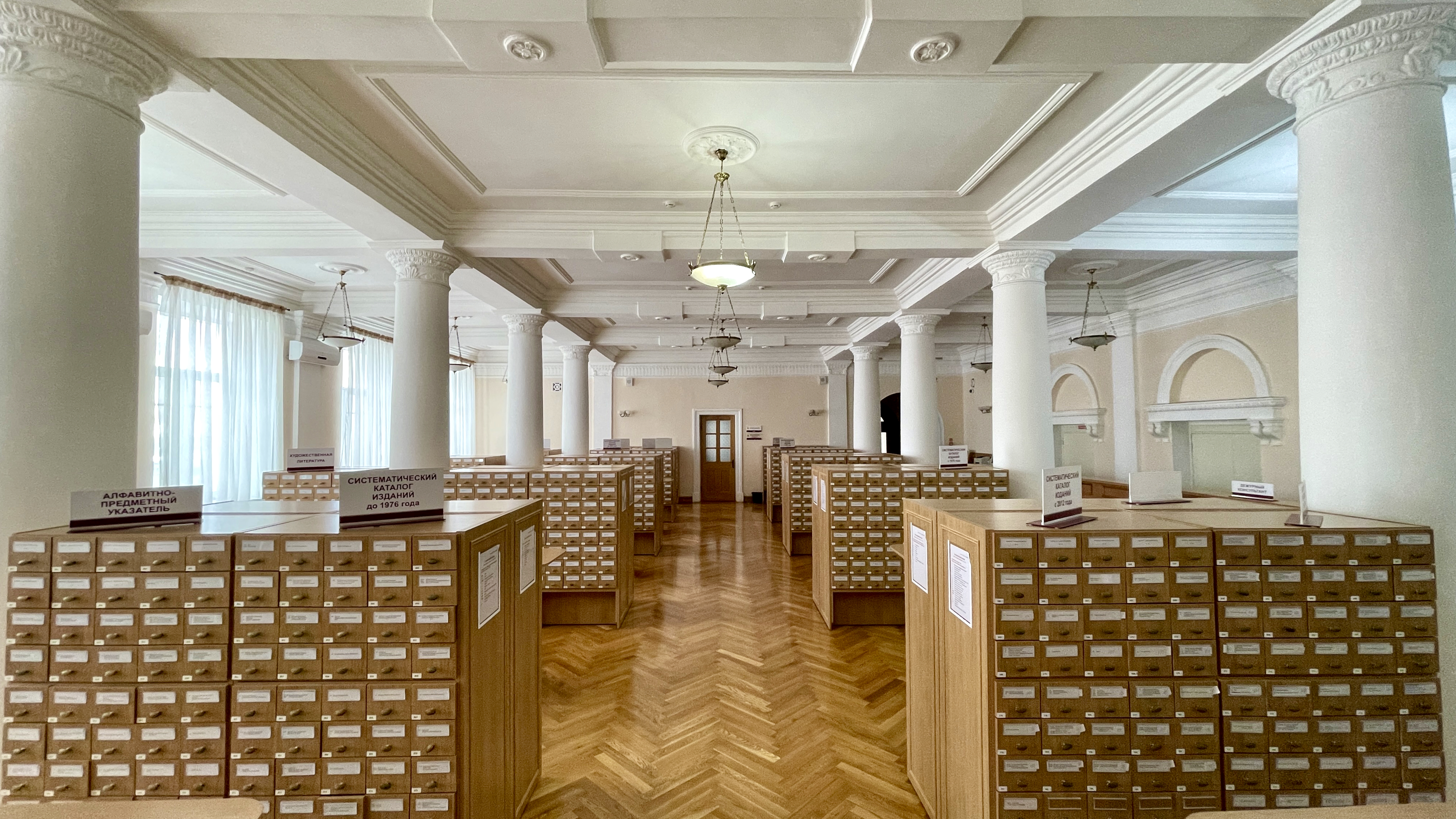
Зал каталогов
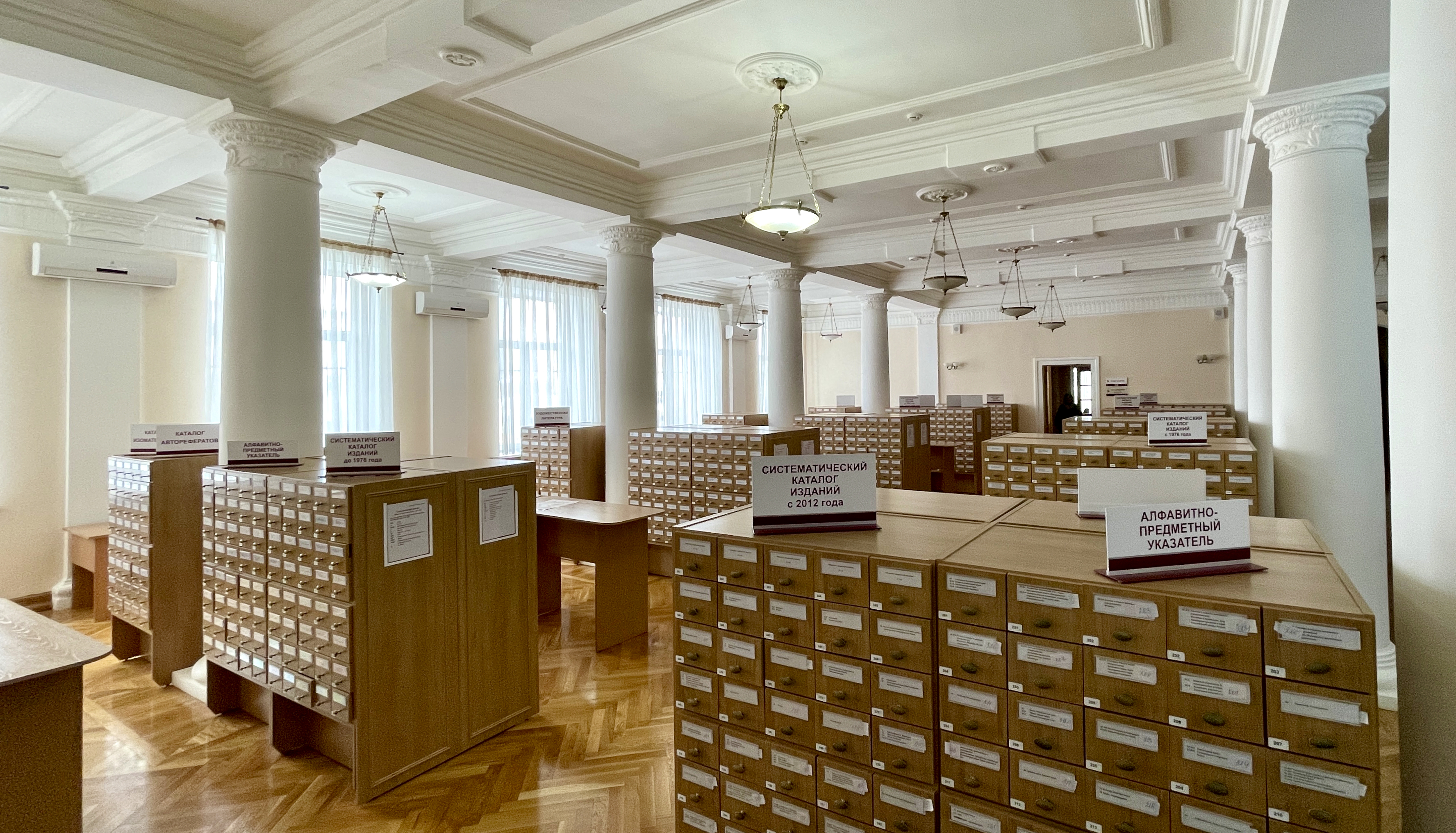
Зал каталогов
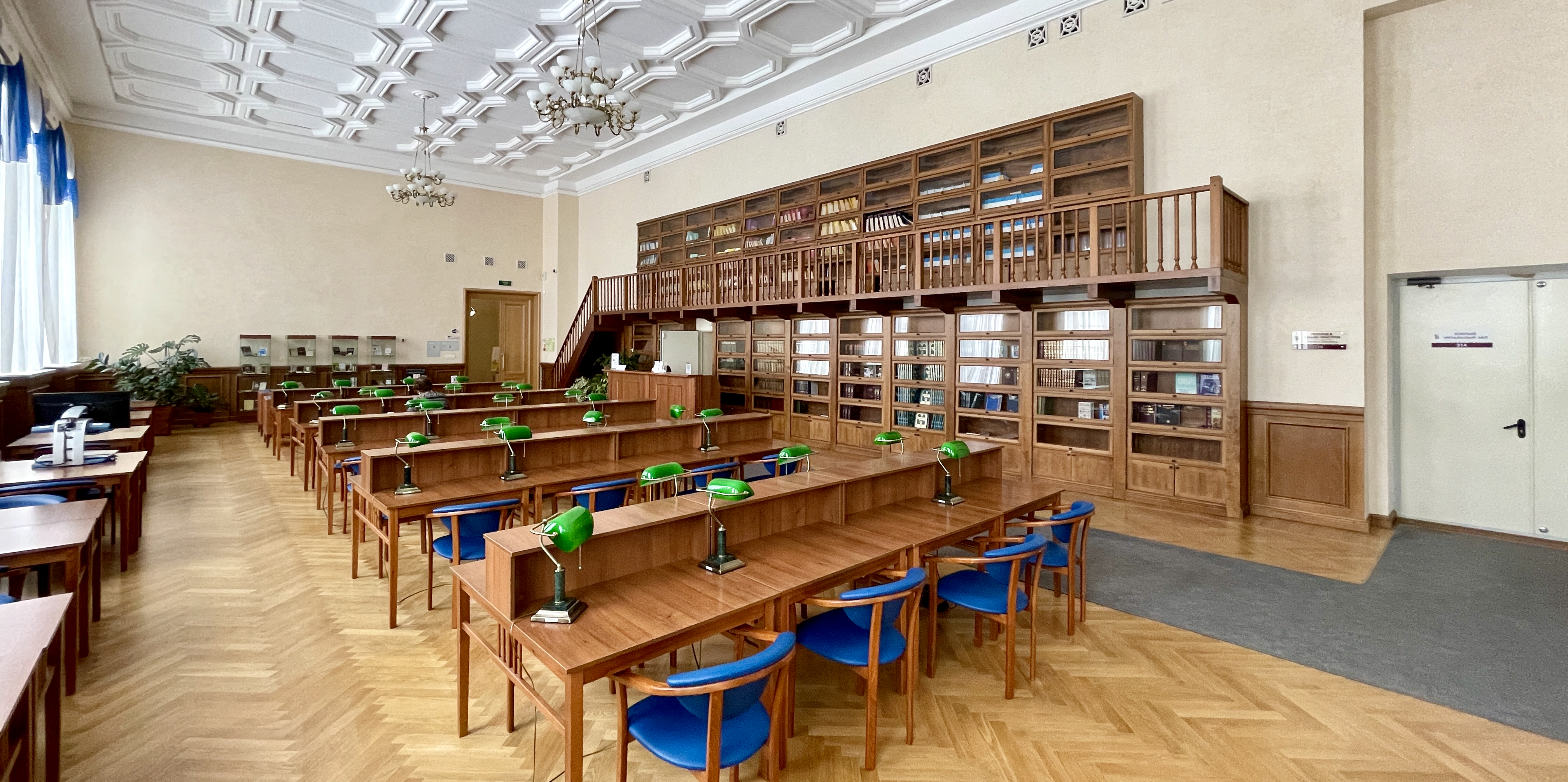
Южный читальный зал
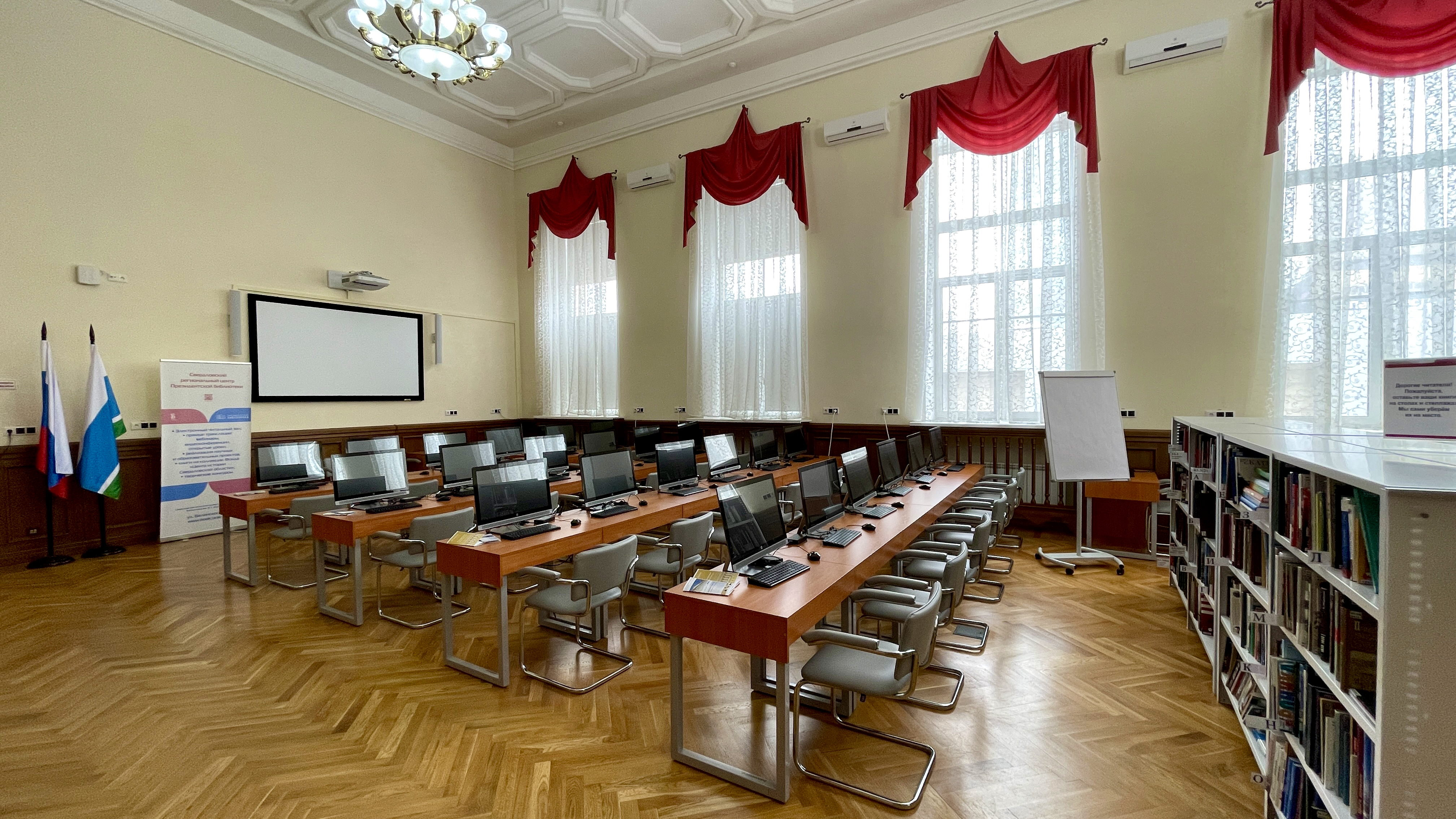
Свердловский региональный центр Президентской библиотеки
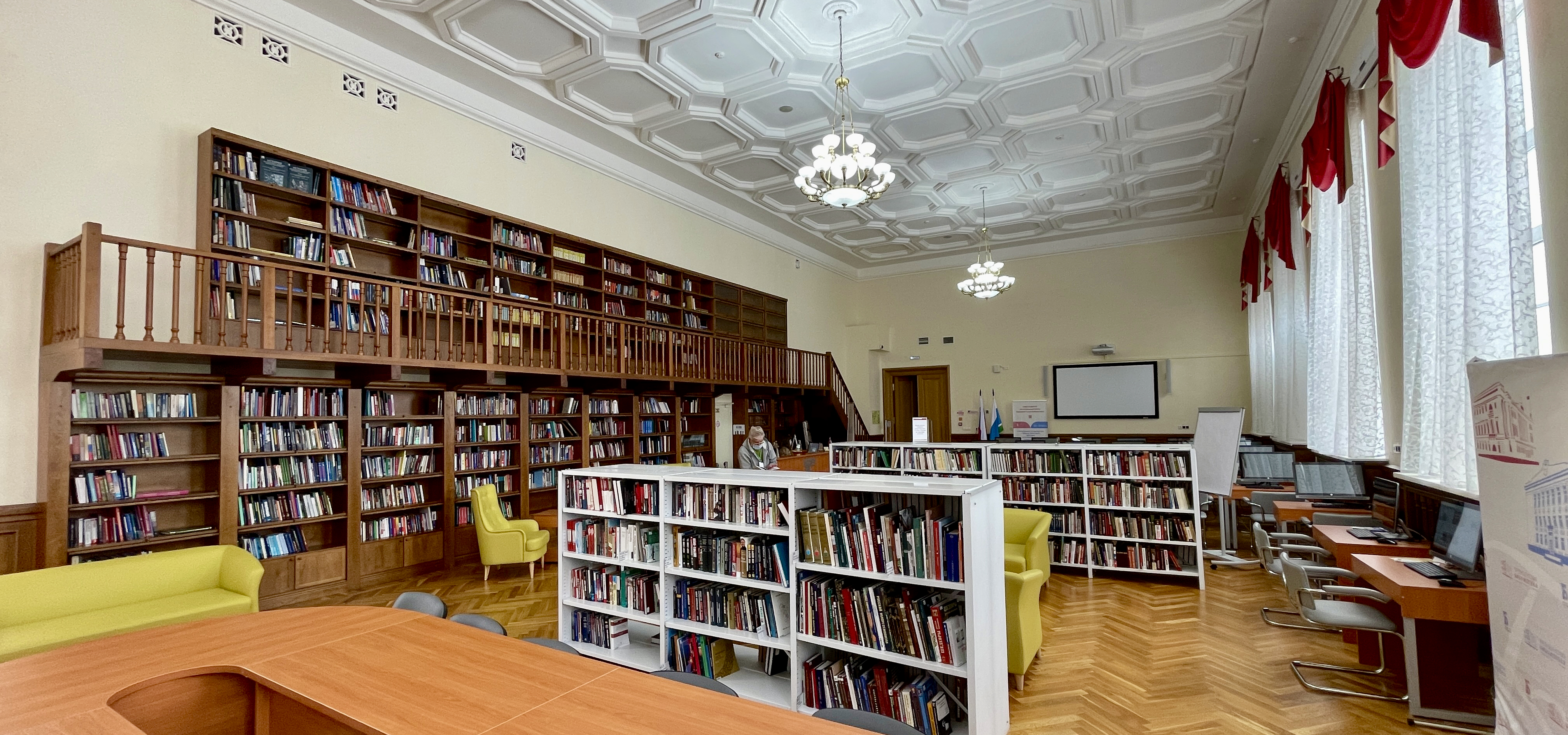
Свердловский региональный центр Президентской библиотеки

Музей истории библиотеки в Южном читальном зале
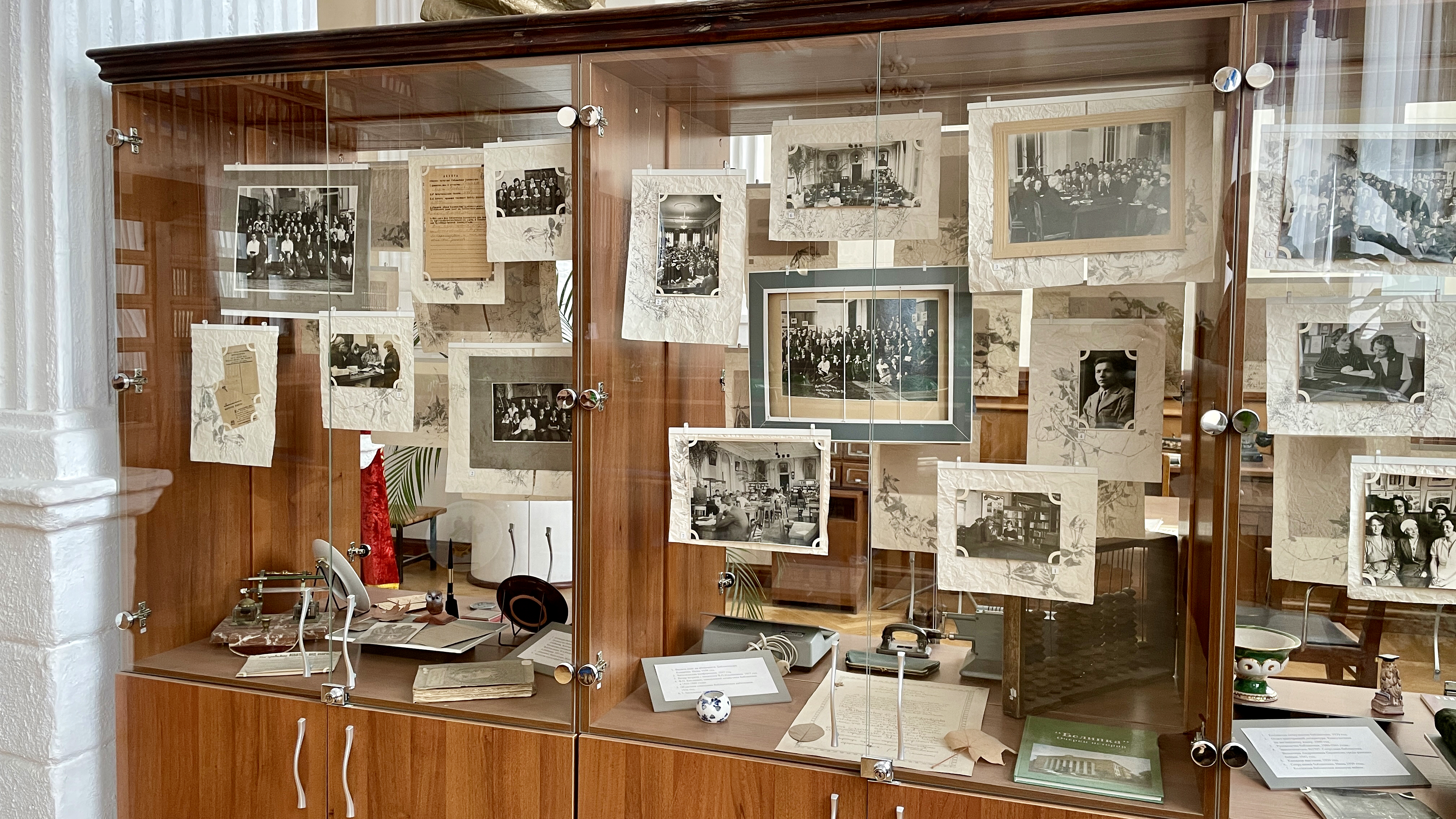
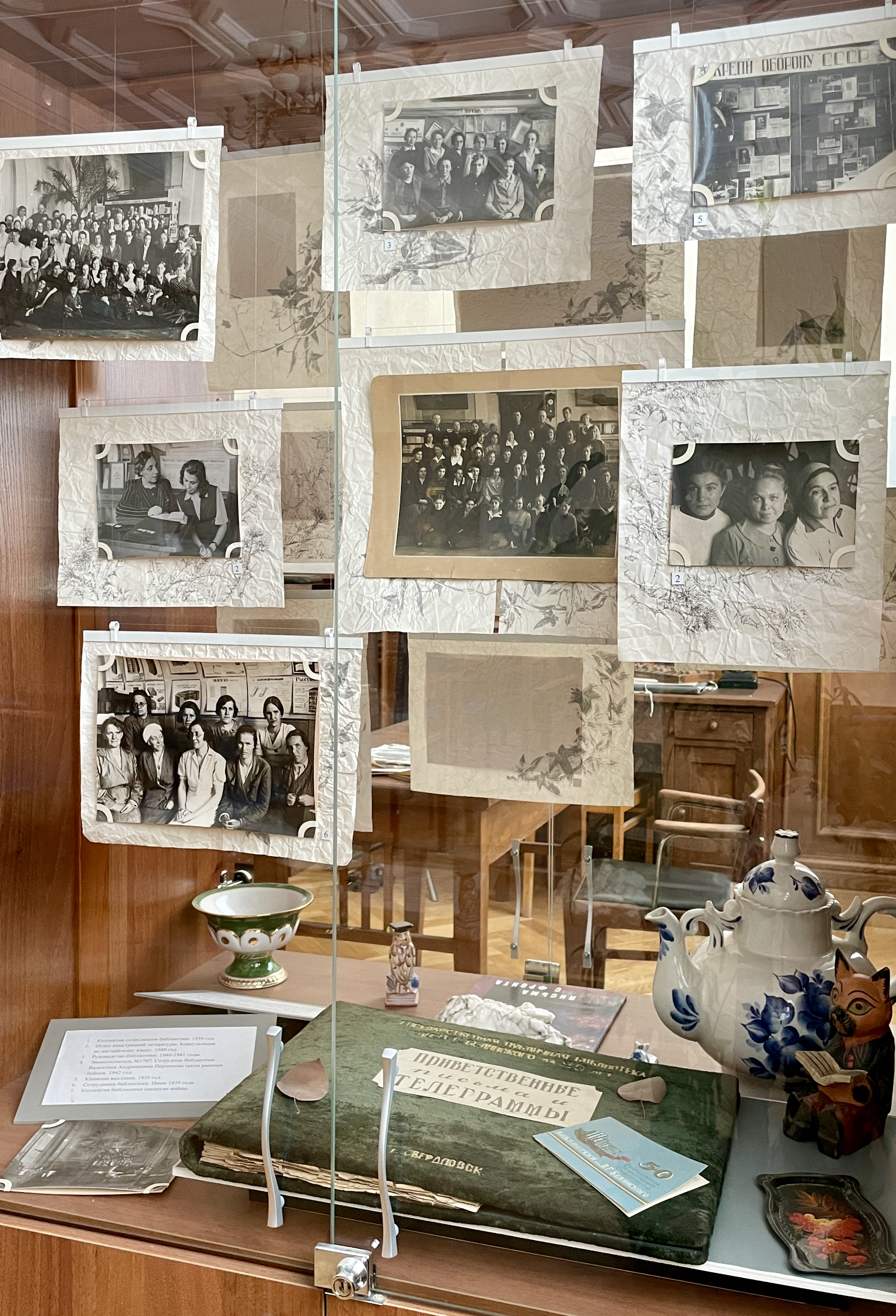
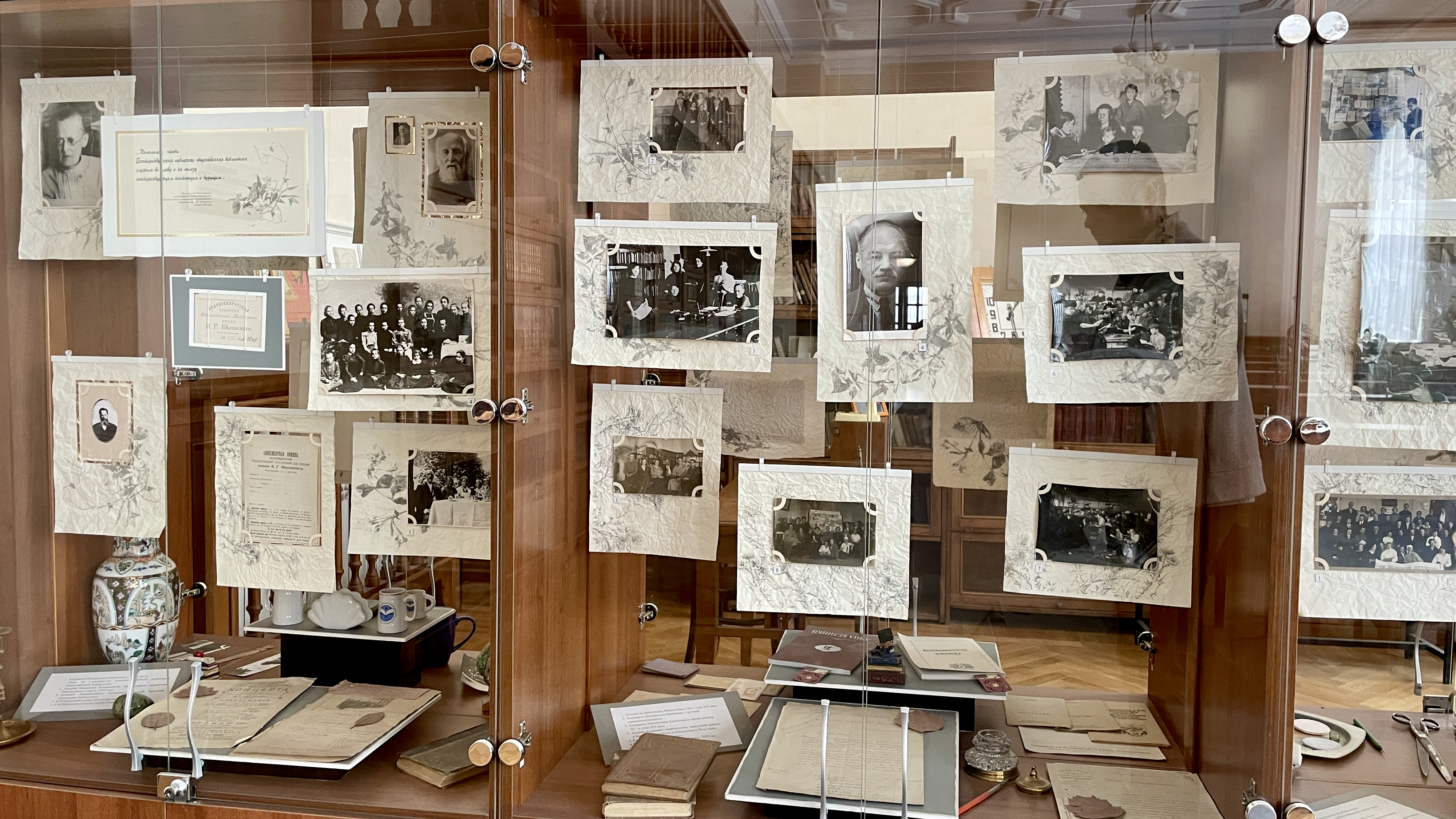
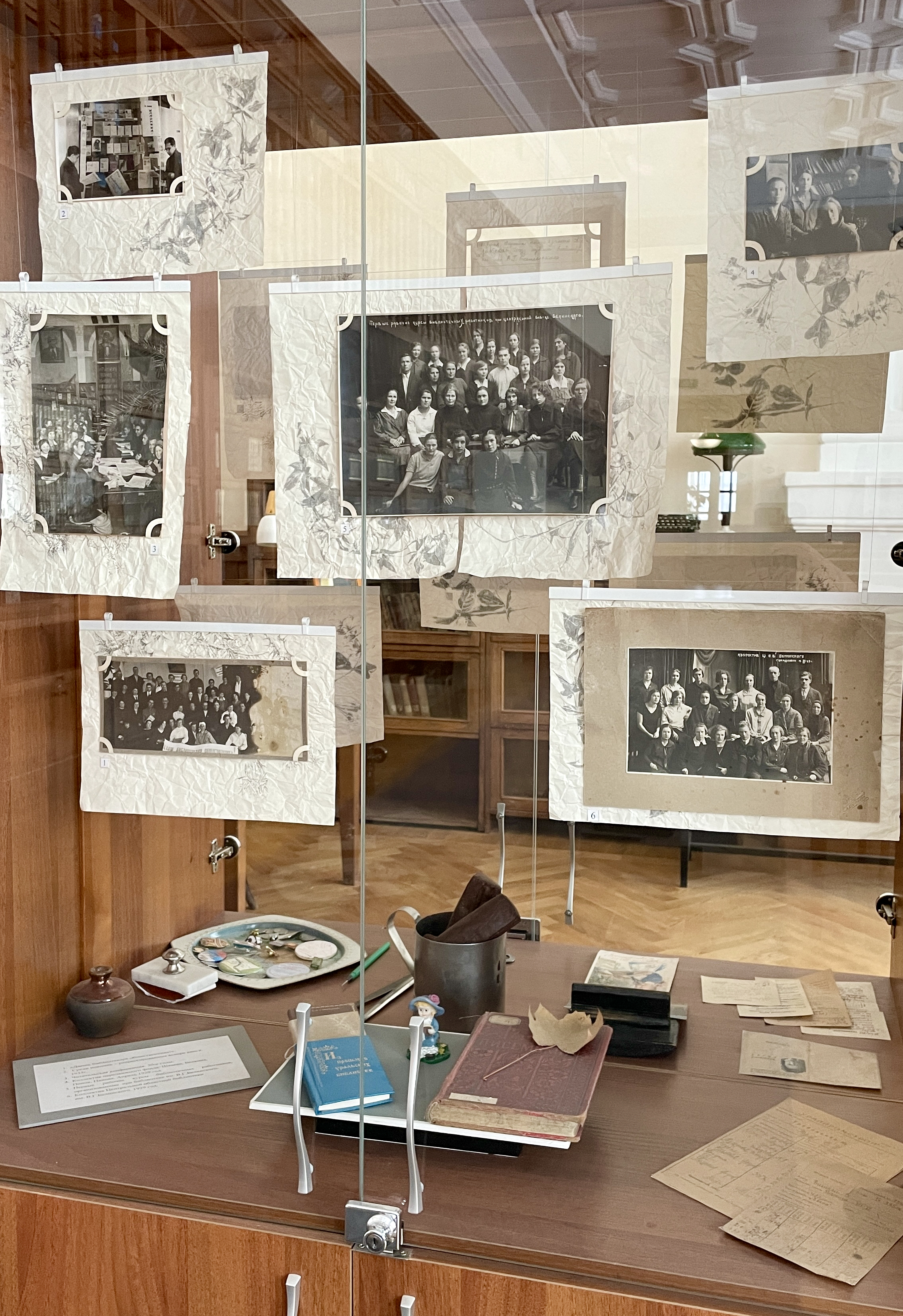
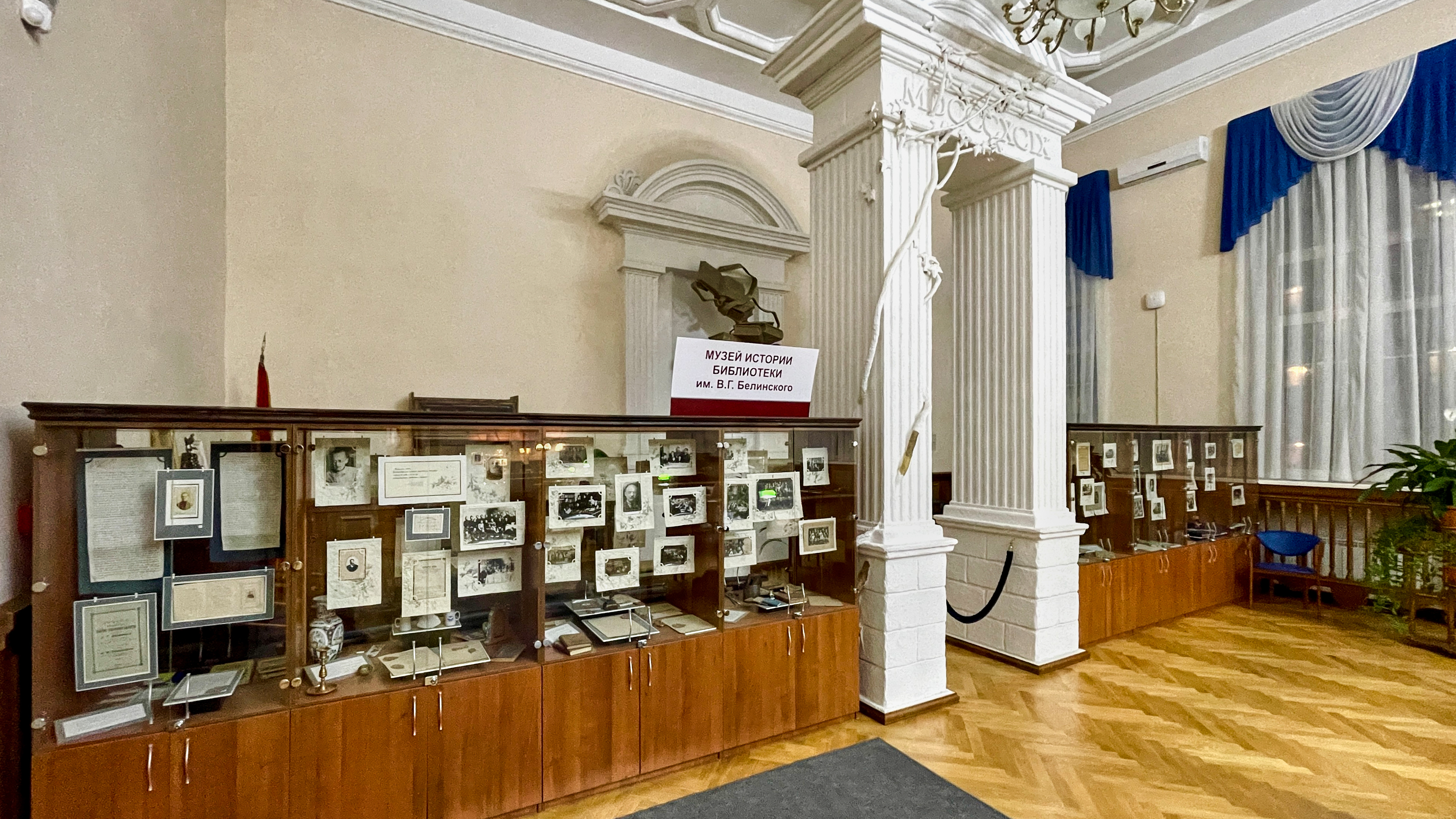

## Здания библиотеки
- Первое здание — каменный двухэтажный дом на Колобовской улице (ныне − ул. Толмачёва), принадлежавший Жукову (снесён).
- Здание на нынешней улице Карла Либкнехта, специально построенное для библиотеки, — в нём сегодня располагается Свердловская областная детско-юношеская библиотека.
- С 1960 года — специально построенное для библиотеки здание по улице Белинского, 15.
- «Новая Белинка» (с 2003 года) — пристрой к главному зданию библиотеки.

## Директора библиотеки[5]
- 1899—1901 — Софья Александровна Дьяконова (выпускница 1897 года историко-филологического отделения Бестужевских высших женских курсов)
- 1 июля 1901 — ноябрь 1922 — Елизавета Михайловна Кремлёва
- 1922—1924 — Ольга Яковлевна Николаева
- 1924—1926 — … Олейников
- 30 июля 1926 — 1929 — Лидия Михайловна Гилёва
- 1929 — ?? — … Беженова
- ?? — 1932 — Екатерина … Чеченова
- 1934—1936 — Сергей Михайлович Тупицин
- 1936—1937 — … Светова
- 1937—1940 — … Зобнина
- 1941 — 7 февраля 1944 — Евдокия Ивановна Реутова
- 7 февраля 1944 — 1978 — Елизавета Макаровна Григорьева
- 18 июля 1978 — 13 июня 1983 — Эра Васильевна Рязанова
- май 1984 — 1987 — Генриетта Петровна Лалетина
- апрель 1987 — март 1994 — Валентина Ильинична Рябухина[6]
- апрель 1994 —  сентябрь 2006 — Надежда Евгеньевна Цыпина[7]
- ноябрь 2006 — 2012 — Дмитрий Павлович Коробейников[8][9]
- 7 августа 2012[10][11] — 7 апреля 2024 (скончалась в должности)†[12] — Ольга Дмитриевна Опарина.

## Публикации
- «Белинка»: Очерки истории (К 100-летию Свердл. обл. универс. науч. б-ки им. В. Г. Белинского) / Под ред. Н. Е. Цыпиной. — Екатеринбург: Банк культурной информации, 1999. — 78 с. — ISBN 5-7851-0191-2.
- Магарламов В. История открытия (К столетию библиотеки им. В. Г. Белинского в 1999 году) // Золотые Ворота. — 1998. — № 5. Февраль. — С. 3 эл. вариант.
- Рябухина В. И. Как «Белинка» едва не стала «Романовкой», или Финансовые основы отношений дореволюционной екатеринбургской власти и городской публичной библиотеки им. В. Г. Белинского // Библиотеки Урала. XVIII—XX вв. Вып. 2. — Екатеринбург, 2004.